# Вальдемар Бюсков
Вальдемар Бюсков Андреасен (дан. Valdemar Byskov Andreasen; нар. 25 січня 2005) — данський футболіст, півзахисник клубу «Мідтьюлланн».

## Клубна кар'єра
Вихованець команд «Гернінг Фремад» та «Ікаст», а у віці 12 років приєднався до академії «Мідтьюлланна».
15 вересня 2022 року дебютував в основному складі «Мідтьюлланна» в матчі Ліги Європи УЄФА проти італійського «Лаціо», замінивши Сорі Кабу. 22 вересня підписав з клубом новий трирічний контракт. 31 жовтня 2022 року в поєдинку проти «Оденсе» дебютував у данській Суперлізі. 26 січня 2023 року підписав з клубом новий п'ятирічний контракт.
28 липня 2023 року відправився в сезонну оренду в португальський клуб Сегунда-ліги «Мафра». 2 вересня дебютував за нову команду в матчі Сегунда-ліги проти «Порту Б». 24 вересня 2023 року в поєдинку Кубка Португалії проти «Гафетенсе» забив свій перший гол за «Мафру». 3 січня 2024 року достроково відкликаний з оренди, за час якої провів два матчі, відзначившись одним м'ячем.
23 січня 2025 року в матчі Ліги Європи проти болгарського «Лудогорця» забив свій перший гол за «Мідтьюланн». 14 квітня продовжив контракт з клубом до 2030 року. 22 квітня 2025 року в поєдинку проти «Норшелланна» вперше відзначився м'ячем у Суперлізі.

## Кар'єра в збірній
Виступав за збірні Данії до 16, до 17, до 18, до 19 і до 20 років. В травні 2022 року потрапив в заявку збірної до 17 років на юнацький чемпіонат Європи в Ізраїлі. На турнірі провів чотири матчі, а його команда дійшла до чвертьфіналу, де поступилась збірній Сербії.
В липні 2024 року виступав за збірну до 19 років на юнацькому чемпіонаті Європи 2024 в Північній Ірландії. На турнірі провів три матчі, а його команда посіла останнє місце в групі.

## Статистика виступів
Станом на 14 серпня 2025 
| Клуб              | Сезон             | Чемпіонат         | Чемпіонат | Чемпіонат | Кубок | Кубок | Єврокубки | Єврокубки | Інші  | Інші | Всього | Всього | Всього |
| Клуб              | Сезон             | Дивізіон          | Матчі     | Голи      | Матчі | Голи  | Матчі     | Голи      | Матчі | Голи | Матчі  | Голи   |        |
| ----------------- | ----------------- | ----------------- | --------- | --------- | ----- | ----- | --------- | --------- | ----- | ---- | ------ | ------ | ------ |
| Мідтьюлланн       | 2022–23           | Суперліга         | 5         | 0         | 2     | 0     | 4         | 0         | —     | —    | 11     | 0      |        |
| Мідтьюлланн       | 2023–24           | Суперліга         | 5         | 0         | 0     | 0     | —         | —         | —     | —    | 5      | 0      |        |
| Мідтьюлланн       | 2024–25           | Суперліга         | 22        | 2         | 2     | 0     | 10        | 2         | —     | —    | 34     | 4      |        |
| Мідтьюлланн       | 2025–26           | Суперліга         | 4         | 1         | 0     | 0     | 4         | 0         | —     | —    | 8      | 1      |        |
| Мідтьюлланн       | Всього            | Всього            | 36        | 3         | 4     | 0     | 17        | 2         | 0     | 0    | 58     | 5      |        |
| → Мафра           | 2023–24           | Сегунда-ліга      | 1         | 0         | 1     | 1     | —         | —         | —     | —    | 2      | 1      |        |
| Всього за кар'єру | Всього за кар'єру | Всього за кар'єру | 37        | 3         | 5     | 1     | 17        | 2         | 0     | 0    | 60     | 6      |        |

1. 1 2  Матчі в Лізі Європи УЄФА
2. ↑  1 матч в Лізі чемпіонів УЄФА, 9 матчів і 2 голи в Лізі Європи УЄФА

## Досягнення
«Мідтьюлланн»
- Чемпіон Данії: 2023–24[20]